# Ernst Landolt
Ernst Landolt (* 26. Juli 1953 in Näfels; heimatberechtigt ebenda) ist ein Schweizer Politiker (SVP).

## Biografie
Landolt wuchs in Näfels im Kanton Glarus auf und absolvierte von 1973 bis 1976 eine landwirtschaftliche Ausbildung in Zürich und in der Welschschweiz. Von 1976 bis 1980 studierte er an der Schweizerischen Hochschule für Landwirtschaft in Zollikofen Agrarwirtschaft.
Von 1993 bis 2003 war Landolt im Gemeinderat von Rüdlingen. Seit dem 1. Januar 2011 gehört er dem Regierungsrat des Kantons Schaffhausen an und leitet das Volkswirtschaftsdepartement.
Im März 2020 gab er bekannt, dass er per 31. Dezember 2020 als Regierungsrat zurücktreten wird.
Landolt ist verheiratet und hat 3 Kinder.